# گرگ برنارد
گرگ برنارد (نام علمی: Canis lupus bernardi) نام یک زیرگونه از گونه گرگ است.